# 阿兰娜·巴伯
阿兰娜·巴伯（英語：Alana Barber，1987年7月8日—），新西兰女子田径运动员，主攻竞走。她曾代表新西兰参加2018年英联邦运动会田径比赛，获得女子20公里竞走银牌。